# Кадыров, Ахмат Рамзанович
Ахма́т Рамза́нович Кады́ров (род. 8 ноября 2005, Чечня) — чеченский общественный и политический деятель, старший сын Рамзана Кадырова, представитель самой влиятельной семьи в регионе. С 2022 года занимал должность советника Главы Чеченской Республики, являлся председателем совета регионального отделения Российского движения детей и молодёжи «Движение первых». В ноябре 2023 года назначен первым заместителем министра республики по физической культуре, спорту и молодёжной политике. 17 февраля 2024 года назначен на должность Министра Чеченской Республики по делам молодёжи. 21 мая 2024 года назначен министром Чеченской Республики по физической культуре и спорту. 23 мая 2024 года назначен президентом футбольного клуба «Ахмат». Фигурирует в СМИ как возможный преемник отца на посту главы Чечни. Заслуженный работник сферы молодёжной политики Чеченской Республики (2023).

## Биография
Ахмат Кадыров родился 8 ноября 2005 года в семье Рамзана Ахматовича и Медни Мусаевны Кадыровых. Он стал шестым ребёнком и первым сыном (после него родились ещё трое сыновей и две дочери). Ахмата назвали в честь деда по отцу, президента Чеченской республики, погибшего за полтора года до этого. Спустя всего 10 дней после рождения ребёнка Рамзан Кадыров был назначен исполняющим обязанности главы правительства Чечни, а в 2007 году стал президентом региона. В последующие годы он выстроил в Чечне режим личной власти, причём многие ответственные посты заняли его ближайшие родственники. С определённого момента Кадыров формировал своё политическое окружение в том числе из собственных детей.
Известно, что Ахмата родители считают наиболее талантливым из всех членов семьи. К восьми годам он выучил наизусть Коран. Ахмат учился в Центре образования имени Ахмата Хаджи Кадырова, с раннего детства занимался боями без правил и боксом. В 10 лет он дебютировал на международном турнире MMA, причём бои с его участием транслировались на чеченском телевидении. Известно, что Кадыров не потерпел ни одного поражения и закончил большинство боёв техническим нокаутом. Ряд бойцов (в их числе — Фёдор Емельяненко) выступали с критикой этой практики, так как правила турнира предусматривают возрастную планку для бойцов в 14 лет. В 2020 году в честь Ахмата Кадырова был назван спортивный комплекс в селе Бачи-Юрт.
В 2022 году Рамзан Кадыров начал продвигать старшего сына в политическом поле. 16-летний Ахмат был назначен региональным председателем Российского движения детей и молодёжи, то есть взял на себя руководство государственной молодёжной политикой в Чечне. Он начал курировать ряд масштабных проектов: строительство школ и детских садов, продвижение бренда Чеченской республики, программу патриотического воспитания. В марте 2023 года Ахмат встретился в Московском Кремле с президентом России Владимиром Путиным (по словам Рамзана Кадырова, говорили на этой встрече в основном об Ахмате Кадырове-старшем). В апреле 2023 года Кадыров совершил официальный визит в Азербайджан, где встретился с министром экономики Микаилом Джаббаровым, министром экологии и природных ресурсов Мухтаром Бабаевым, муфтием Аллахшукюром Пашазаде и главой правления азербайджано-российского делового совета Самедом Гурбановым.

## Семья
Ахмат Кадыров женился 4 марта 2023 года. Имя его супруги держится в секрете, но при этом свадьба стала масштабным праздником для всей Чечни: города республики были украшены плакатами, футболисты клуба «Ахмат» посвятили жениху свою победу, в Грозном прошли приуроченные к бракосочетанию скачки. Другие чеченские пары, зарегистрировавшие брак в тот же день, получили по 100 тысяч рублей из республиканского бюджета.

## Награды
- Нагрудный знак МВД «За отличие в борьбе против терроризма» (март, 2023 год)[13].
- Почетное звание «Заслуженный работник сферы молодежной политики Чеченской Республики» (октябрь, 2023 год) — за заслуги в сфере реализации государственной молодежной политики, активную общественную деятельность.
- Орден парламента Чеченской Республики «Даймехкан Сий» (ноябрь, 2023 год).
- Юбилейная медаль, посвященная 100-летию образования государственного органа управления в сфере физической культуры и спорта (ноябрь, 2023 год).
- Орден Кадырова (февраль, 2024 года) — за личные заслуги перед Чеченской Республикой, высокие достижения в духовно-нравственном и патриотическом воспитании молодого поколения, активную общественно-политическую деятельность, получившую широкую известность[14].
- Почетное звание «Заслуженный работник физической культуры Чеченской Республики» (декабрь, 2024 год).
- Звание "почетный гражданин Грозного"[15]

## Мнения и оценки
Многие политологи видят связь между появлением Ахмата Кадырова в политическом поле и неподтверждёнными данными об ухудшении здоровья его отца (Кадыров-старший к тому же заявил осенью 2022 года о желании оставить пост). По одной из версий, политический пиар Ахмата связан с желанием обезопасить его в случае радикального изменения ситуации. Существует предположение о том, что из Ахмата делают преемника отца; до достижения необходимого возраста юный Кадыров может действовать за спиной формального правителя, как это делал его отец при Сергее Абрамове и Али Алханове. По третьей версии, глава Чечни просто старается обеспечить сына опытом, действуя на отдалённую перспективу.
В СМИ Ахмата Кадырова называют «наследным принцем Чечни», «чеченским Колей Лукашенко», вероятным «престолонаследником».